# Кууль, Оскар Пээтерович
О́скар Пэ́этерович Ку́уль (эст. Oskar Kuul), 6 ноября 1924 — 10 декабря 1992) — председатель Опорно-показательного рыболовецкого колхоза имени С. М. Кирова в Эстонской ССР в 1955—1990 годах, Герой Социалистического Труда, лауреат Государственной премии СССР в области науки и техники, депутат Верховного Совета ЭССР, член ЦК КП Эстонии.

## Биография
Оскар Кууль родился 6 ноября 1924 года в Сибири, в эстонской деревне недалеко от Омска. Во время Второй мировой войны служил в Красной Армии. В 1945 году служил в войсках Министерства государственной безопасности СССР в Нарве. В 1946—1949 годах был руководителем комсомольских организаций в Лихула и Хаапсалу. В 1949—1951 годах учился в Вильнюсе в школе офицеров госбезопасности, затем работал в органах госбезопасности Эстонской ССР, откуда был отчислен в активный резерв в чине старшего лейтенанта.
С 1955 по 1990 год работал председателем Ордена Трудового Красного Знамени Опорно-показательного рыболовецкого колхоза имени С. М. Кирова в Эстонии.
Умер от повторного инфаркта 10 декабря 1992 года. Похоронен на Лесном кладбище Таллина.

## Звания и премии
- 1961 — Орден Трудового Красного Знамени
- 1966 — Орден Ленина
- 1974 — Орден Октябрьской революции
- 1980 — Герой Социалистического Труда
- 1986 — Орден Дружбы народов
- 1987 — Государственная премия СССР в области техники за разработку и внедрение технологии переработки жировых отходов рыбоконсервного производства для изготовления косметических моющих средств

## Память

Памятный знак Оскару Куулю

Памятный знак на территории волости Виймси, в посёлке Хаабнеэме, Эстония.

## Фильмография
1974 — "Kolhoosiesimees Oskar Kuul" / «Председатель колхоза Оскар Кууль» («Таллинфильм», кинохроника, режиссёр Реэт Касесалу (Reet Kasesalu).